# Теркс и Кејкос на Светском првенству у атлетици на отвореном 2017.
Теркс и Кејкос је учествовао на Светском првенству у атлетици на отвореном 2017. одржаном у Лондону од 4. до 13. августа осми пут. Репрезентацију Теркса и Кејкоса представљао је један такмичар који се такмичио у трци на 200 метара.,
На овом првенству Теркс и Кејкос није освојио ниједну медаљу, нити је постигнут неки рекорд.

## Учесници
Мушкарци:
- Ifeanyichukwu Otuonye — 200 м

## Резултати

### Мушкарци
| Атлетичар             | Дисциплина | Лични рекорд | Квалификације | Квалификације | Квалификације        | Квалификације        | Финале               | Финале       | Детаљи |
| Атлетичар             | Дисциплина | Лични рекорд | Резултат      | Место         | Резултат             | Место                | Резултат             | Место        | Детаљи |
| --------------------- | ---------- | ------------ | ------------- | ------------- | -------------------- | -------------------- | -------------------- | ------------ | ------ |
| Ifeanyichukwu Otuonye | 200 м      | 21,39        | 21,91         | 7. у гр. 1    | Није се квалификовао | Није се квалификовао | Није се квалификовао | 44 / 46 (50) |        |